# 쿠바나 항공의 운항 노선
쿠바 항공은 다음과 같은 노선을 운항하고 있다.(2012년 12월 기준)

## 유럽

### 서유럽
- 프랑스
  - 파리 - 파리 오를리 공항

### 남유럽
- 스페인
  - 마드리드 - 마드리드 바라하스 국제공항

## 아메리카

### 북아메리카
- 캐나다
  - 몬트리올 - 몬트리올 피에르 엘리오트 트뤼도 국제공항
  - 토론토 - 토론토 피어슨 국제공항
  - 핼리팩스 - 핼리팩스 국제공항
- 멕시코
  - 멕시코시티 - 멕시코시티 국제공항
  - 캉쿤 - 캉쿤 국제공항

### 카리브해
- 도미니카 공화국
  - 산토도밍고 - 라스 아메리카 국제공항
- 바하마
  - 나소 - 나소 국제공항
- 쿠바
  - 아바나 - 호세 마르티 국제공항 허브
  - 바라데로 - 후안 괄메토 고메즈 공항 포커스 시티
  - 산티아고데쿠바 - 안토니오 마세오 공항 포커스 시티
  - 관타나모 - 마리아 그라자라리스 공항
  - 누에바헤로나- 라파엘 파리즈 공항
  - 산타클라라 - 아벨 산타 마리아 공항
  - 시엔푸에고스 - 하이메 고자레즈 공항
  - 카요라르고델수르섬 - 빌리오 아쿠나 공항

### 남아메리카
- 베네수엘라
  - 카라카스 - 시몬 볼리바르 국제공항
- 아르헨티나
  - 부에노스 아이레스 - 미니스토로 피스타리니 국제공항
- 콜롬비아
  - 보고타 - 엘도라도 국제공항

## 과거 취항지

### 아시아
- 이라크
  - 바그다드 - 바그다드 국제공항

### 아프리카

#### 북아프리카
- 리비아
  - 트리폴리 - 트리폴리 국제공항
- 카보베르데
  - 살 - 아밀카르 카브랄 국제공항

#### 남아프리카
- 모잠비크
  - 마푸토 - 마푸토 국제공항
- 앙골라
  - 루안다 - 루안다 콰트루 드 페베레이루 공항

### 유럽

#### 서유럽
- 영국
  - 런던 - 런던 개트윅 국제공항
  - 런던 - 런던 스텐스테드 국제공항
  - 맨체스터 - 맨체스터 공항
- 프랑스
  - 뮐루즈 - 바젤 뮐루즈 프라이부르크 공항
- 독일
  - 베를린 - 베를린 쇠네펠트 국제공항
  - 프랑크푸르트 - 프랑크푸르트 국제공항
  - 프라이부르크 - 바젤 뮐루즈 프라이부르크 공항
- 아일랜드
  - 섀넌 - 섀넌 공항
- 벨기에
  - 브뤼셀 - 브뤼셀 국제공항

#### 중유럽
- 스위스
  - 제네바 - 제네바 국제공항
  - 바젤 - 바젤 뮐루즈 프라이부르크 공항

#### 남유럽
- 스페인
  - 바르셀로나 - 바르셀로나 엘프라트 국제공항
  - 비토리아 - 비토리아 공항
  - 산티아고 데 컴포스텔라 - 산티아고 데 컴포스텔라 공항
- 이탈리아
  - 로마 - 레오나르도 다 빈치 국제공항
  - 밀라노 - 밀라노 말펜사 국제공항
- 포르투갈
  - 리스본 - 리스본 포르텔라 국제공항

#### 동유럽
- 러시아
  - 모스크바 - 셰레메티예보 국제공항
- 체코
  - 프라하 - 프라하 바츨라프 하벨 국제공항

#### 북유럽
- 덴마크
  - 코펜하겐 - 코펜하겐 카스트럽 국제공항

### 아메리카

#### 북아메리카
- 미국 -
  - 뉴욕 - 존 F. 케네디 국제공항
  - 마이애미 - 마이애미 국제공항
- 캐나다
  - 갠더 - 갠더 국제공항

#### 중앙아메리카
- 코스타리카
  - 산호세 - 후안 산타마리아 국제공항

#### 남아메리카
- 가이아나
  - 조지타운 - 체디 차카 국제공항
- 브라질
  - 리우데자네이루 - 리우데자네이루 갈레앙 국제공항
  - 상파울루 - 상파울루 구아룰류스 국제공항
- 아르헨티나
  - 멘도사 - 고바노르 프란시스코 가브리엘리 국제공항
- 에콰도르
  - 키토 - 마리스칼 수크레 국제공항
  - 과야킬 - 호세 호아킨데 올메도 국제공항
- 우루과이
  - 몬테비데오 - 카라스코 국제공항
- 페루
  - 리마 - 호르헤차베스 국제공항

#### 카리브해
- 바베이도스
  - 브리지 - 그랜틀리 애덤스 국제공항